# Zentrum für Forschung und Entwicklung in Gesundheitswissenschaften

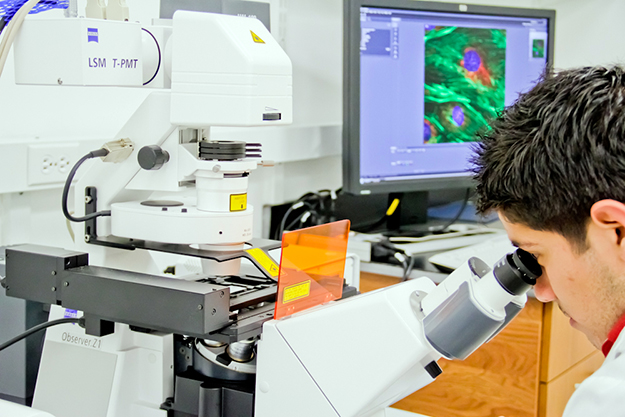
Bio-Imaging

Das Zentrum für Forschung und Entwicklung in Gesundheitswissenschaften der UANL (Centro de Investigación y Desarrollo en Ciencias de la Salud, CIDICS) ist eine Forschungseinrichtung  der Autonomen Universität von Nuevo Leon (Universidad Autónoma de Nuevo León, UANL), in Monterrey, Mexiko. Das Zentrum ist der interdisziplinären biomedizinischen Forschung gewidmet. Im Mittelpunkt stehen dabei Untersuchungen zu Fragen des Humangenoms, zu Proteomics, Genomics, Experimentellen Therapien u. a., sowie dem Öffentlichen Gesundheitswesen und Bioethics.

## Geschichte des CIDICS und Lage
Seine Errichtung geht auf einen Vorschlag des damaligen Generalsekretärs der UANL und aktuellen Rektors Jesus Ancer Rodríguez zurück, der Bau begann im Dezember 2006. Das Gebäude wurde am 29. September 2009 durch den damaligen Gouverneur des Bundesstaats Nuevo Leon, Jose Natividad Gonzalez-Paras, und den damaligen Rektor der UANL, José Antonio González-Treviño (2003–2009), eingeweiht. Im September 2014 feierte das Zentrum sein 5. Arbeitsjahr (sein fünfjähriges Bestehen). Das CIDICS befindet sich auf dem Campus für Gesundheitswissenschaften der UANL im Osten Monterreys. Das sechsstöckige Gebäude umfasst  14.400 Quadratmeter für Labors und Lehreinrichtungen.

## Konzept des Zentrums und seiner Abteilungen
Das CIDICS (früher auch als CIDCS bekannt) wurde als multidisziplinäres Zentrum konzipiert und entwickelt seine Tätigkeiten auf der Basis des Konzepts der Interdisziplinären Forschung mit dem Ziel, Wissenschaftler und Fachwissen verschiedener Schulen und Institute der UANL zusammenzubringen. So werden Projekte mit Schulen der UANL, anderen Universitäten und der Industrie gemeinsam geplant, organisiert und durchgeführt.
Die Wissenschaftler des CIDICS sind hauptsächlich Professoren der verschiedenen Schulen der UANL wie z. B. der Fakultäten für Medizin mit dem Universitätsklinikum,  für Zahnmedizin, Biologie, Tiermedizin, Chemie, Ernährungswissenschaft, Psychologie u. a., sowie dem University-Health-Center-Programm und der Klinik für Universitätsmitarbeiter.
Das Zentrum verfügt über die folgenden Arbeitsgruppen und Labore:
Bioethik, Bio-Imaging, Biologische Modelle, Pharmakologische und klinische Forschung, Emerging pathogens and Vectors, Zahnmedizinische Forschung, Gen- und Zelltherapie, Gesundheitspsychologie, HIV-/STD-Vorbeugung, Immunomodulierung, Influenza- und Atemwegserreger, Molekulare Biologie, Genomics und Sequenzierung, Neurowissenschaften, Public Health Research und Vakzinologie
Das CIDICS beherbergt auch das Forschungsinstitut CIMAT, eine unabhängige Einheit der Biostatistik und Mathematik, gefördert von CONACyT. Das Zentrum besitzt  ein Auditorium für 200 Personen sowie Tagungsräume für akademische und wissenschaftliche Veranstaltungen.